# Chazelles (Charente)
Chazelles is een gemeente in het Franse departement Charente (regio Nouvelle-Aquitaine). De plaats maakt deel uit van het arrondissement Angoulême. Chazelles telde op 1 januari 2022 1.550 inwoners.

## Geografie
De oppervlakte van Chazelles bedroeg op 1 januari 2022 25,8 vierkante kilometer; de bevolkingsdichtheid was toen 60,1 inwoners per km².
De onderstaande kaart toont de ligging van Chazelles met de belangrijkste infrastructuur en aangrenzende gemeenten.

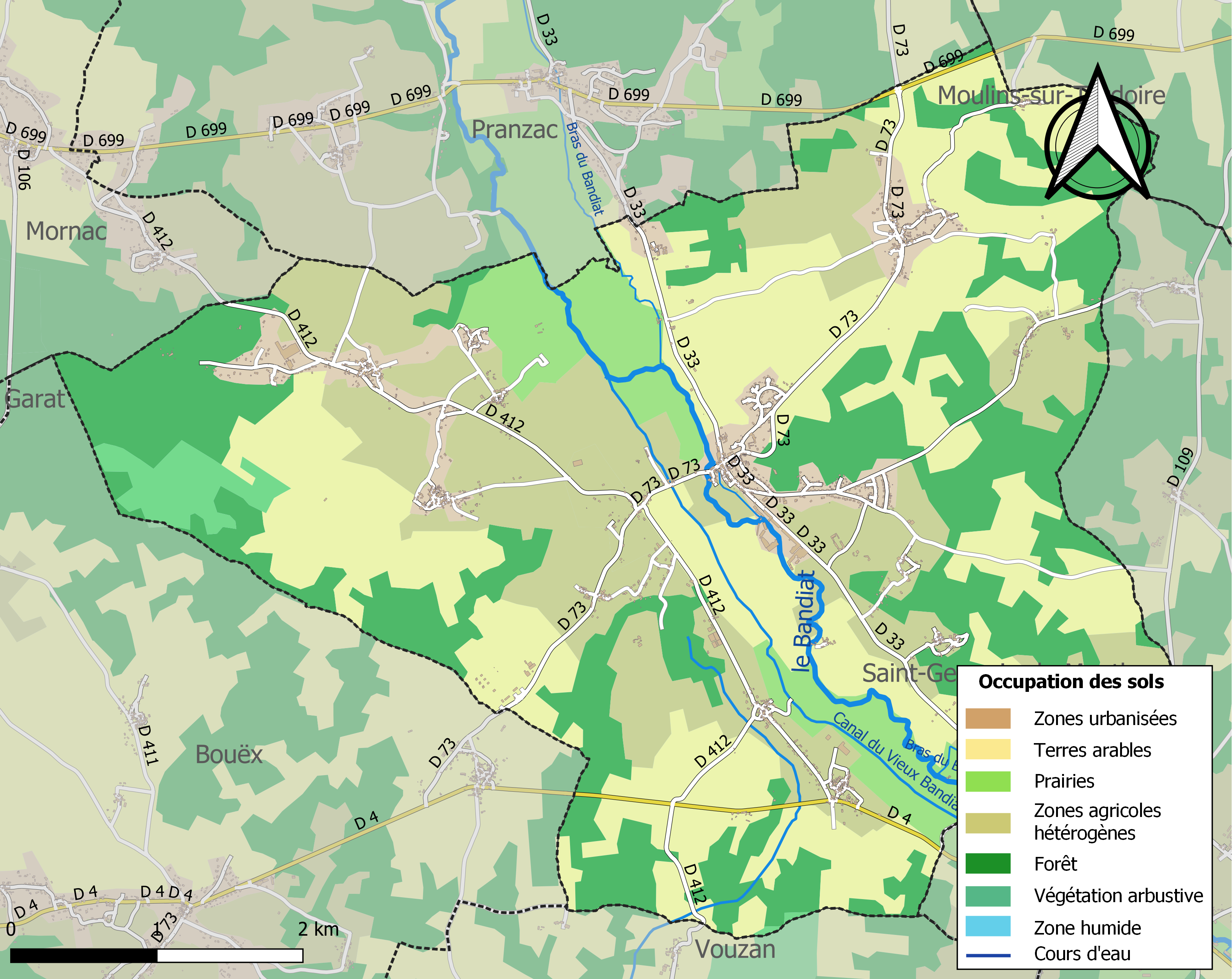

## Demografie
Onderstaande figuur toont het verloop van het inwonertal (bron: INSEE-tellingen).